# Hektary (rejon łucki)
Hektary (ukr. Гектари) – wieś na Ukrainie w rejonie łuckim obwodu wołyńskiego.
Do 2020 w rejonie horochowskim. 